# Вир (притока Старухи)
Вир, Гнилуша — річка в Україні, у Козелецькому районі Чернігівської області. Ліва притока Старухи (басейн Дніпра).

## Опис
Довжина річки 13 км, похил річки — 0,15 м/км. Площа басейну 43,6 км².

## Розташування
Бере початок на північному заході від Туманської Гути. Тече переважно на південний захід через Жилин Млинок, Білини і впадає в річку Старуху, ліву притоку Десни.

## Цікаві факти
- Після проведення міліорації у 60-ті роки минулого століття гирло річки Вир перемістилося приблизно на 242 м від гирла Старухи. Нині Вир впадає в річку Десну.